# Hexaplex regius
Hexaplex regius, beskriven av William Swainson 1821, är en havslevande snäckart i släktet Hexaplex inom familjen purpursnäckor. Snäckan blir omkring 6–18 cm lång. Den förekommer från halvön Baja California och Californiaviken (Mexiko) till Peru.

## Utseende
Överlag frasigt utseende med tydliga taggar som löper i fyra rader på snäckans rygg. Har en skiftande styrka av rosa färg på insidan av munnen, och ovanför denna sitter det en svart/mörkt brun markering.  